# Lisboa e Vale do Tejo
Lisboa e Vale do Tejo (Lissabon und Tejotal) ist der ehemalige Name einer Region in  Portugal. Sie umfasste den gesamten Distrikt Lissabon, fast den gesamten Distrikt Santarém, die Hälfte des Distrikts Setúbal sowie ungefähr ein Drittel des Distrikts Leiria.
Nachbarregionen waren die Região Centro im Norden und der Alentejo im Osten und Süden. Im Westen und Süden liegt der Atlantische Ozean.
Die Region Lisboa e Vale do Tejo umfasste mit 11 633 km² 13 % von Kontinental-Portugal. Die Region hatte eine Bevölkerung von 3,5 Millionen (2001, 35 % von Kontinental-Portugal).
Es gab 5 statistische Unterregionen:
- Grande Lisboa
- Lezíria do Tejo
- Médio Tejo
- Oeste
- Península de Setúbal

In der Region Lisboa e Vale do Tejo lagen 51 Gemeinden (16,5 % aller portugiesischen Gemeinden).
2002 wurde die Region aufgelöst und die Unterregionen auf die Região Centro, das Alentejo und die neu gegründete Região de Lisboa aufgeteilt.